# Mats Andersson (trumslagare)
Mats Andersson, född 1964 i Stockholm, har varit trumslagare i bandet ”Bob hund” 

## Musikkarriär
Andersson är mest känd som trummis i Bob hund, senare även i Bergman Rock, Bob hunds "engelska alias".
Andersson har tidigare spelat med grupper som Zoo och Insekt, ett tidigt punkband och är för närvarande passiv medlem i Bob hund.

## Författarskap
Andersson har skrivit fem böcker, egenutgivna via Vulkan förlag. Istället för ett liv - förvirring! (2009) är en öppenhjärtig, självbiografisk bok som skildrar Anderssons liv i Stockholms musikscen på 1980- och 1990-talen, med missbruk, alkoholism och skörlevnad.